# Fremouw Peak
Fremouw Peak är en bergstopp i Antarktis. Den ligger i Östantarktis. Nya Zeeland gör anspråk på området. Toppen på Fremouw Peak är 2 550 meter över havet, eller 601 meter över den omgivande terrängen. Bredden vid basen är 4,1 km.
Terrängen runt Fremouw Peak är varierad. Trakten är obefolkad. Det finns inga samhällen i närheten. 